# Ožanka čpavá
Ožanka čpavá (Teucrium scordium) je druh nízké vlhkomilné rostliny z čeledě hluchavkovitých.

## Rozšíření
Ožanka čpavá je rozšířena hlavně v západní a jižní Evropě, řidčeji v Evropě střední, na jihu Skandinávie, na Balkánském poloostrově, Blízkém východě a v západní Asii. Vyskytuje se nejčastěji na březích v určitých intervalech rozvodňujících se vodních toků, na vlhkých až bažinatých loukách, při okrajích rybníků a jezer, lemuje okraje vlhkých lužních lesů. Ojediněle se nachází i v příkopech podél podmáčených cest nebo železničních tratí. V České republice se nejčastěji vyskytuje v teplých oblastech středního a východního Polabí a nížinách okolo řek Moravy, Svratky a Dyje. Vyskytuje se v rostlinných společenstvech vázaných na vysokou hladinu podzemní vody (rákos, ostřice), stejně jako na pravidelně zaplavovaných loukách.

## Popis
Je to vytrvalá bylina s nedřevnatějící lodyhou vyrůstající z výběžkatého, široce se větvícího oddenku. Bývá přímá nebo vystoupavá, dosahuje výše 15 až 25 cm. Lodyha se bohatě rozvětvuje a je stejně jako listy hustě poseta chlupy 1 až 1,5 mm dlouhými. Přisedlé prolamované, z lodyhy vstříčně vyrůstající listy jsou měkké, podlouhlého nebo podlouhle kopinatého tvaru, okraje mají hrubě zubaté nebo vroubkované, na koncích jsou tupé. Ve střední části lodyhy jsou listy obvykle nejdelší 2 až 4 cm a nejširší 0,6 až 1,2 cm. Rostlina vydává vůni, čpí, po česneku.
Z paždí hořejších listů vyrůstají chudokvěté jednostranné lichopřesleny vždy oddálených květů (2 až 6četné) bez listenů, mají stopky dlouhé 4 až 5 mm. Pěticípý nachový nebo zelený chlupatý trubkovitý kalich zvonkovitého tvaru je dlouhý asi 3 mm. Nachová, růžová nebo bělavá koruna, dlouhá asi 6 mm, je uvnitř lysá a vně chlupatá, je zdánlivě jednopyská, horní pysk chybí. Laloky horního pysku jsou totiž z boku přirostlé k dolnímu a ten proto vypadá jako pětilaločný, jeho střední lalok je největší a lžícovitě vydutý. Z místa po "chybějícím" horním pysku vyčnívají dopředu tyčinky s prašníky i čnělka s bliznou.
Pokud není pyl v prašnících zralý, dolní lalok je přehnutý vzhůru a uzavírá vstup do koruny k nektaru. Po dozrání pylu se dolní lalok překlopí dolů a čtyři tyčinky se napřímí tak, že se o ně nektar hledající hmyz musí otřít. Když se všechen pyl vypýlí tyčinky se ohnou a jejích místo zaujme blizna právě schopná přijmout pyl. Kvete od července do září. Tmavě hnědé plody jsou vejčité tvrdky velké asi 1 mm.

## Taxonomie
Ožanka čpavá se někdy dělí do dvou poddruhů:
- Teucrium scordium L. subsp. scordium
- Teucrium scordium L. subsp. scordioides (Schreb.) Arcang.

## Ohrožení
Podle Černého a červeného seznamu cévnatých rostlin České republiky je ožanka čpavá řazena mezi druhy silně ohrožené – C2. Ohrožená je nejvíce vysušováním a přeměnou zamokřených území na ornou půdu nebo jejím zalesňováním, používáním herbicidů na vodní rostliny a zásahy do vodních toků znemožňující nebo naopak prodlužující záplavy.